# بروتين مضاد للفيروسات
البروتينات المضادة للفايروسات هي بروتينات أنتجت من قبل خلايا بشرية أو حيوانية لتتدخل في عملية التكاثر لدى الفايروسات. يتم عزل هذه البروتينات لمنع الفيروسات من التكاثر داخل خلايا المضيف ولإيقاف انتشارها إلى الخلايا المجاورة. البروتين «الفتلاق» المضاد للفيروسات وبروتين «أصابع الزنك» المضاد للفيروسات هما النوعان الرئيسيان من البروتينات المضادة للفيروسات والتي خضعت لعدة اختبارات للبحث عن الفيروسات، بما في ذلك فيروس نقص المناعة البشرية والأنفلونزا.

## البروتين «الفتلاق» المضاد للفيروسات
نبتة القتلاق هي نبتة شائعة عادة ما تستخدم كصبغة؛ وهي أيضاً تؤكل عندما تكون يانعة وطرية. وقد أظهرت الدراسات والتجارب أنه هنالك بروتين معين، البروتين «الفتلاق» المضاد للفيروسات، يمكن استخدامه كطريقة علاجية لابيضاض الدم التائي، لمفومة هودجكين ومتلازمة نقص المناعة المكتسبة. وفي تجربة نشرت في دورية علم الفيروسات، تم التلاعب بجهاز المناعة للفئران لتقليد جهاز المناعة للبشر. ثم تم إصابة تلك الفئران بفيروس نقص المناعة البشرية وبعد ذلك أعطي بروتين الفتلاق.وقد أظهرت التجربة أن البروتين قد أشفى الفئران من فيروس نقص المناعة البشرية ومن دون أي آثار جانبية. ونتيجة لهذه التجارب، وافقت إدارة الغذاء والدواء الأمريكية على استخدام بروتين «الفتلاق» لمرضى اللأيدز في الولايات المتحدة، ووافق مجلس مراقبة الأدوية في جنوب أفريقيا استخدامه لمرضى فيروس نقص المناعة البشرية الأفارقة. لا تزال البحوث تجرى على هذا البروتين لرؤية فعاليته على الفيروسات الأخرى بما في ذلك المسؤول عن نزلات البرد.

## بروتين «أصابع الزنك» المضاد للفيروسات
بروتين «أصابع الزنك» المضاد للفيروسات (زاب) هو بروتين مضاد للفيروسات محدد يساعد في تدمير جزيئات الفيروس، وتحديداً فيروس ابيضاض الدم الفاري (إم إل في) وفيروس سندبيس (سين). يمنع زاي الحمض النووي الريبي الفيروسي (إم أر إن أيه) من التراكم داخل الخلية. يتم ترميز زاب خصيصا لبعض إم أر إن أيه الهدف. بمجرد الكشف عن ال (إم أر إن أيه جزيء يستخدم لنقل المعلومات الجينية) الفيروسي الصحيح، فإنه يتم تجنيد مجمع الحمض النووي الريبي مع المركبة المنبثقة من الغشاء الخلوي لتحطيم وتدمير الحمض النووي الريبي الفيروسي ذكر إس. ميلر وزملاؤه في معهد نوشت برنارد للطب الاستوائي ما يلي:
نورفير (™)عقار مضاد للفيروسات مشتق من فلافونول الجليكوسايد قادر على الشروع في عملية إخماد قوية وتثبيط لعمل الناسخ العكسي مختزل الريبونوكليوتيد (الذي يستخدم لاختزال الريبونيوكليوتيد) وبوليمارايز الحمض النووي (الذي يستخدم لتصنيع سلسلة الحمض النووي). (المخترعون: إدرال كان الكوكلار، ميتهان ييسيل).
ويأتي تأثيره بواسطة الاختيار الانتقائي للأنسجة القادرة على تنظيم التعبير (إنتاج) أكسيد النيتريك.

## مكافحة الإنفلونزا
قد وجد الباحثون في كلية هارفارد الطبية (اتش ام اس) بروتين مضاد للفايروسات، (أي إف أي تي 1) الذي يمكن أن يبطئ وحتى منع الفيروسات القاتلة من الإصابة والانتشار. وتمثل هذه البروتينات حوالي نصف جهاز المناعة لدى البشر ويتكون النصف الآخر من الإنتيرفيرونات. وفي عدد قليل من التجارب، دافع هذا البروتين المضاد للفيروسات عن مجموعة معينة من الخلايا من هجوم الفيروسات مثل الأنفلونزا (بما في ذلك إنفلونزا إتش 1 إن 1 من سلالة فايروس الإنفلونزا أ)، فيروس غرب النيل، فيروس حمى الضنك، وفايروس نقص المناعة 1. عائلة البروتين، البروتينات العابرة للأغشية المحفزة من قبل الإنترفيرون (أي إف أي تي 1), اكتشفت قبل نحو 25 عاما، ويتم تنشيطها من قبل الإنترفيرون. لا يعرف الكثير عن هذا البروتين، ولكنه وجد في العديد من المخلوقات وربما كان موجود منذ ملايين السنين. «الخاصية الأكثر تميزا في خط الدفاع الأول ل (أي إف أي تي 1) هي الإجراءات الوقائية لها قبل يتمكن الفيروس أن يلتحم مع الخلية»، وقال عالم الفيروسات مايكل فرزان، أستاذ مشارك في علم الأحياء المجهرية وعلم الوراثة الجزيئية في مركز الأبحاث الرئيسية في نيو انغلاند واتش ام اس. ويمكن ربط قابلية شخص للعدوى الفيروسية للتغيرات في هذا البروتين المضاد، وكذلك مدى شدة تفاعل الشخض مع بعض الفيروسات مثل الأنفلونزا أو سلالة فيروس إتش 1 إن 1 الأشد خطورة.
مؤخرا، أثبت معهد ويلكوم ترست سانجر لأول مرة أن الكائنات الحية مع أي نقص ب (أي إف أي تي1) تظهر زيادة في قابلية العدوى بإنفلونزا أ؛ مظهرة أعراض أكثر شدة من المعتاد.و تم توسيع هذا العمل من خلال إظهار أن هنالك تنوع ب (أي إف أي تي 1) لدى الإنسان، مع وجود نسبة 1/400 ممن يحملون جين متحول، والذي قد يزيد من خطر إصابتهم بعدوى حادة بفيروس الأنفلونزا.